# Nobby Stiles
Norbert „Nobby“ Peter Stiles (* 18. Mai 1942 in Collyhurst, Manchester, England; † 30. Oktober 2020 in Trafford) war ein englischer Fußballspieler. Bekannt wurde er als der zahnlose Mittelfeldspieler in der englischen Fußballnationalmannschaft, die bei der WM 1966 im eigenen Land Weltmeister wurde.

## Sportlicher Werdegang
Stiles wuchs als Anhänger von Manchester United auf. Seine Fähigkeiten wurden bei einem Länderspiel für die englische Schülerauswahl erkannt, als er 15 Jahre alt war. Manchester United verpflichtete ihn im gleichen Jahr für die eigene Nachwuchsmannschaft.
Er war in mehrerer Hinsicht ein sehr ungewöhnlicher Fußballer. Als kleingewachsener Spieler in einer Zeit, als Vereine Talente schon aufgrund mangelnder Größe ablehnten, war Stiles zudem Träger von Zahnersatz, nachdem seine echten Zähne während eines Spiels zu Schaden gekommen waren (zeitweise spielte er davor ohne diesen Ersatz und schüchterte mit diesem Anblick so manchen Gegner ein). Zudem war Stiles stark kurzsichtig und musste während des Spiels Kontaktlinsen und außerhalb des Feldes eine Brille mit sehr starken Gläsern tragen.
Trotzdem erkannte der Trainer von Manchester United, Matt Busby, das Talent des ehrgeizigen Nachwuchsspielers. Stiles debütierte als Außenverteidiger im Oktober 1960 gegen die Bolton Wanderers.
Seine Fähigkeiten im einfachen Passspiel und in der Ballgewinnung führten dazu, dass Stiles ins kontrollierende Mittelfeld rückte. Er hatte damit eine Position, die zwar bald in allen Spitzenvereinen vertreten sein sollte, damals war sie aber angesichts der vorherrschenden fünf Offensivspieler und einer Beschränkung des Mittelfelds auf vorgezogene Innenverteidiger in der Halbposition (sogenannte half-backs) noch eine Rarität. Stiles hielt sich zumeist in der Mitte des Spielfelds auf und war für die Neutralisierung der Kreativelemente im gegnerischen Spiel zuständig, was ihm zumeist auch gelang. Seine Stärke, die in der Ballgewinnung und -sicherung bestand, eröffnete technisch beschlageneren Spielern wie Bobby Charlton und später George Best mehr Möglichkeiten, ihre Fähigkeiten auszuüben.
Dies schloss nicht aus, dass Busby in einigen Fällen auf die Dienste von Stiles je nach Taktik verzichtete. Als Manchester United 1963 mit einem 3:1-Finalsieg gegen Leicester City den FA Cup gewann, wurde Stiles in dem Spiel nicht berücksichtigt. Er spielte in den anschließenden Jahren häufiger und gewann die englische Meisterschaft im Jahr 1965. In dieser Zeit wurde er auch erstmals in die englische Nationalmannschaft berufen.
Da England Gastgeber der WM 1966 war, musste Trainer Alf Ramsey keine Qualifikationsspiele absolvieren, so dass er zwei Jahre damit verbringen konnte, seinen Kader in Freundschaftsspielen und bei der British Home Championship sich einspielen zu lassen und zu testen. Bobby Charlton war der einzige gesetzte Stammspieler im Mittelfeld für die Weltmeisterschaft und Ramsey stand vor der Aufgabe, ein Trio von Spielern zusammenzustellen, das mit dem Offensivspieler von Manchester United agieren sollte. In diesem Trio sollte ein reiner Zerstörer des gegnerischen Spiels eingebunden sein. Stiles spielte diese Rolle am 10. April 1965 im Wembley-Stadion, als sich England mit 2:2 von Schottland trennte. Auch in acht der folgenden neun Spiele behielt er diese Position inne und schoss dabei das einzige Tor in einem Spiel gegen Deutschland, das ebenfalls im Wembley-Stadion ausgetragen wurde. Sein Platz in der Anfangself schien damit gesichert zu sein, als Ramsey seine 22 Spieler für die Weltmeisterschaft nominierte.
Sein 15. Länderspiel für England absolvierte Stiles bei dem torlosen Unentschieden gegen Uruguay. Er behielt seinen Stammplatz als aggressiver Spieler vor den vier Defensivakteuren und sorgte dafür, dass Charlton vor ihm genügend Platz und Zeit zur Entfaltung seines Spiels besaß. Stiles verpasste keine Minute auf dem Spielfeld, als England nach Siegen über Mexiko und Frankreich die Gruppenphase überstanden hatte, und dann im Viertelfinale gegen ein überhartes Argentinien gewann.
Im Halbfinale gegen Portugal überzeugte Stiles mit einer guten Leistung, als er den gegnerischen Spielmacher und Torjäger Eusébio in Manndeckung und weitestgehend aus dem Spiel nahm. England gewann das Spiel mit 2:1, wobei einige Anhänger des Fußballs die nur auf Zerstörung ausgelegte Spielweise kritisierten. Andere hingegen gratulierten Stiles zu diesem Spiel, in dem es ihm gelang, das Duell mit seinem Gegenspieler ohne Zuhilfenahme von unfairen Mitteln zu gewinnen. Ramsey äußerte sich zu einer kritischen Journalistenfrage mit Unverständnis und Gegenfragen, obwohl er sich bewusst über den Kern der Kritik war. Im Resultat hatte einer der besten Gegner Englands bei diesem Turnier in dem Spiel nur wenige Torchancen (mit Ausnahme des späten Elfmetertors) und England zog ins Finale ein.
Im Finale der Fußball-Weltmeisterschaft, dem nun 20. Länderspiel von Stiles, musste er keinen Gegner in Manndeckung nehmen und erbrachte eine starke Leistung in der Partie, als England eine 2:1-Führung gegen Deutschland in den letzten Minuten noch verspielte, dann aber durch den Hattrick von Geoff Hurst noch in der Verlängerung gewann. Obwohl der Einsatz von Stiles nicht in bleibender Erinnerung geblieben ist, was aber aufgrund seiner Aufgabe positiv zu werten war, ereignete sich unmittelbar nach dem Spiel eine Szene, die auch noch Jahrzehnte später hohen Bekanntheitsgrad haben sollte: Er hielt die Weltmeisterschaftstrophäe Coupe Jules Rimet in der einen und seine falschen Zähne in der anderen Hand. 30 Jahre später nahmen Frank Skinner und David Baddiel auf diesen Moment in dem Lied „Three Lions“, das sie für die EM 1996 geschrieben hatten, Bezug.
Stiles wurde auch in den anschließenden vier Länderspielen eingesetzt, aber als England im Wembley-Stadion gegen Schottland im Jahr 1967 verlor und Stiles eine schwache Leistung zeigte, entfernte ihn Ramsey aus der Mannschaft. Er gewann im gleichen Jahr seine zweite englische Meisterschaft, aber dieser Erfolg sollte bald noch gesteigert werden.
Manchester United erreichte 1968 das Finale im Europapokal der Landesmeister und Stiles stand wieder Eusébio und einer starken Offensivreihe von Benfica Lissabon gegenüber. Stiles spielte erneut gut, konnte aber Eusébio nicht vollständig ausschalten. Als das Spiel kurz vor Schluss 1:1 stand, entwischte der portugiesische Weltstar der Defensive von Manchester und stand alleine vor dem Torhüter Alex Stepney, den er jedoch nicht überwinden konnte. Manchester United gewann die Partie mit 4:1 und war der erste englische Verein, der den wichtigsten europäischen Vereinstitel erringen konnte.
Stiles wurde in den englischen Kader für die Spiele zur EM 1968 berufen. Er war jedoch nur der Ersatzmann im Mittelfeld für Alan Mullery von Tottenham Hotspur. England schied im Halbfinale gegen Jugoslawien aus, und Mullery war der erste englische Nationalspieler, der eine Rote Karte erhielt. Stiles wurde daraufhin in dem Spiel um den dritten Platz gegen die Sowjetunion eingesetzt, aber es war offensichtlich, dass, abgesehen von dieser Sperre, Mullery nun Ramseys erste Wahl war.
Stiles kam 1969 nur zu einem und 1970 lediglich zu zwei Länderspielen. Er wurde von Ramsey in den Kader zur WM 1970 in Mexiko nominiert, aber auch dort war er nur Stellvertreter für Mullery und wurde in keinem Spiel eingesetzt, als England dann im Viertelfinale ausschied und seinen Weltmeisterschaftstitel somit nicht verteidigen konnte. Seine Nationalmannschaftskarriere war dann nach insgesamt 28 Länderspielen und einem Tor beendet. Stiles war dabei aus der Weltmeistermannschaft derjenige Spieler mit den wenigsten Einsätzen für England.
Nach 392 Spielen und 19 Toren verkaufte Manchester United im Jahr 1971 Stiles für 20.000 Pfund an den FC Middlesbrough. Zwei Jahre später wurde er Spielertrainer bei Preston North End, als Bobby Charlton den Verein hauptamtlich trainierte. Diese Konstellation hatte nur mäßigen Erfolg und Stiles wurde anschließend zwischen 1977 und 1981 Trainer des Klubs.
Stiles schloss sich 1981, wie zahlreiche andere alternde und zum Teil bereits zurückgetretene Spieler auch, der NASL an und war für die Vancouver Whitecaps aktiv. Nach drei weiteren Jahren trat er endgültig als aktiver Fußballer zurück.
Am 29. September 1985 wurde Stiles neuer Trainer von West Bromwich Albion. Im darauffolgenden Februar entließ ihn der Verein jedoch wieder, nachdem die Mannschaft unter seiner Führung nur zu drei Siegen gekommen war. Diese Trainerstation war dann auch seine letzte. Später offenbarte er, dass er während dieser Zeit unter Depressionen gelitten hatte und mit der Situation, in den Midlands zu arbeiten und täglich nach Manchester, wo seine Familie lebte, zu pendeln, nur schlecht hatte umgehen können.
Von 1989 bis 1993 arbeitete Stiles als Jugendtrainer für Manchester United und war dabei zuständig für die Ausbildung von späteren Weltklassespielern wie David Beckham, Nicky Butt, Ryan Giggs, Paul Scholes sowie die Brüder Phil und Gary Neville.
Im Jahr 2000 wurde Stiles gemeinsam mit vier weiteren Nationalmannschaftskameraden von 1966 (Roger Hunt, George Cohen, Ray Wilson und Alan Ball) für seine Verdienste für den englischen Fußball mit dem Order of the British Empire als MBE ausgezeichnet. Der Ehrung ging dabei eine Medienkampagne voraus, die der Überraschung Ausdruck verlieh, dass die Beiträge dieser Spieler zu einem der größten Erfolge im englischen Fußball noch nicht gewürdigt worden waren.
Im Jahr 2003 veröffentlichte Stiles seine Autobiografie mit dem Titel After The Ball. Trotz seiner Tätigkeiten und Erfolge wurde „Nobby“ durch den Fußball nicht wohlhabend: 2010 musste er sogar seine Weltmeisterschaftsmedaille versteigern lassen.

## Gesundheit
Nobby Stiles litt seit 2012 an der Alzheimer-Krankheit.

## Erfolge
- Weltmeister: 1966
- Europapokalsieger der Landesmeister: 1968
- Englischer Meister: 1965, 1967
- FA-Cup-Sieger: 1963
- Community-Shield-Sieger: 1965, 1967